# Solveig Gulbrandsen
Pour les articles homonymes, voir Gulbrandsen.
Solveig Ingersdatter Gulbrandsen, née le 12 janvier 1981 à Oslo, est une footballeuse norvégienne, jouant au poste de milieu de terrain.

## Biographie
Elle compte 184 sélections en équipe de Norvège de football féminin de 1998 à 2015, marquant 55 buts. Elle participe aux éditions 1999 (quatrième), 2003 (quart de finaliste) et 2007 (quatrième) de la Coupe du monde, aux Jeux olympiques d'été de 2000, remportés par les Norvégiennes, aux Jeux olympiques d'été de 2008 (quart de finaliste) ainsi qu'aux éditions 2001 (demi-finaliste), 2005 (finaliste), 2009 (demi-finaliste) et 2013 (finaliste) du Championnat d'Europe de football féminin.